# Personnages de Bones
 (août 2025).
Motif : Trop peu de source pour encadrer le sujet.
- Archive Wikiwix
- Bing
- Cairn
- DuckDuckGo
- E. Universalis
- Gallica
- Google
- G. Books
- G. News
- G. Scholar
- Persée
- Qwant
- (zh) Baidu
- (ru) Yandex
- (wd) trouver des œuvres sur Wikidata

| 1. | Préciser le motif de la pose du bandeau. | Précisez le motif de la pose du bandeau en utilisant la syntaxe suivante : {{admissibilité à vérifier\|date=août 2025\|motif=remplacez ce texte par le motif}}                            |
| 2. | Informer les utilisateurs concernés.     | Pensez à avertir le créateur de l'article, par exemple, en insérant le code ci-dessous sur sa page de discussion : {{subst:avertissement admissibilité à vérifier\|Personnages de Bones}} |

Cet article présente les personnages de la série télévisée américaine Bones.

## Personnages principaux

### Docteur Temperance Brennan
Interprétée par Emily Deschanel (VF : Louise Lemoine Torrès)
Elle est anthropologue judiciaire à l'institut Jefferson. Elle est surnommée « Bones » par Booth, ce qu'elle n'appréciait pas du tout au début. Elle s'est cependant habituée à ce surnom mais n'accepte pas que quelqu'un d'autre que Booth l'appelle ainsi.
D'apparence très froide, rationalisant tous ses sentiments et ses observations, et utilisant constamment un vocabulaire médical très précis, elle accepte de collaborer sur le terrain avec Seeley Booth, apprenant au fur et à mesure à devenir plus accessible.

#### Passé
À la veille de Noël, lorsqu'elle avait 15 ans, ses parents disparaissent de manière suspecte, la laissant seule avec son frère de 19 ans, qui s'enfuit à son tour.

À la fin de la 1re saison, l'institut retrouve le corps de Christine Keenan, la mère de Bones. On apprend que la mère de Bones a été assassinée par un fermier qui connaissait sa famille.
De plus, elle apprend qu'elle s'appelle en réalité Joy Keenan.

Au cours d'autres enquêtes, elle renoue avec ce qui lui reste de sa famille et le mystère autour de celle-ci.

#### Ses relations avec ses collègues
Elle a une affection particulière pour son interne, Zack Addy, qui devient Docteur au cours de la deuxième saison. Son implication dans l'affaire Gormogon a été un choc pour le Dr Brennan, ce qui l'a amenée à réfléchir sur l'intérêt d'hyper-rationaliser tout.

Ensuite, elle refusera d'avoir un seul assistant à ses côtés, justement pour éviter tout attachement. Elle s'entourera donc d'un docteur et de cinq internes.

Elle accueille le Docteur Camille Saroyan, sa supérieure hiérarchique, non comme son patron, mais comme une égale. Elle admettra ensuite qu'elle préfère que ce soit quelqu'un d'autre qu'elle qui soit responsable du management, ainsi elle peut rester concentrée sur l'élucidation des meurtres.

Elle considère Angela comme sa meilleure amie, et réciproquement, même si les deux femmes sont très différentes. Elles apprennent chacune beaucoup de choses grâce à l'autre.

#### Sa relation avec Booth

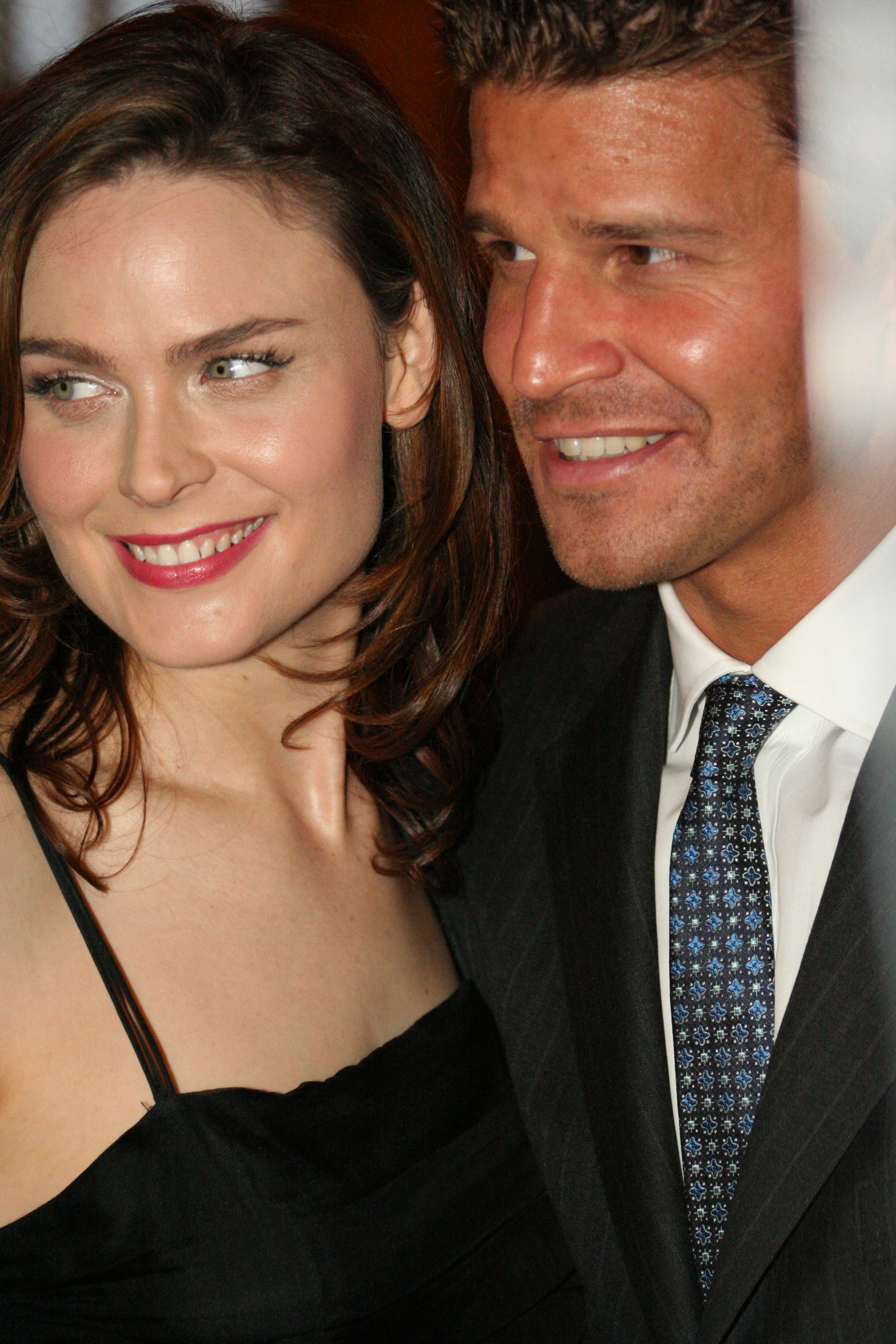
Les acteurs Emily Deschanel et David Boreanaz au Farm Sancutary Gala 2006

C'est elle qui est à l'origine du partenariat avec Booth, qui aurait préféré qu'elle se cantonne à l'examen des preuves collectées, plutôt qu'à le suivre sur le terrain.

Finalement sa présence devient un atout et leur collaboration en ressort grandie.

Au fil des saisons, les deux personnages se rapprochent, émotionnellement. Il n'est pas rare de voir Booth prendre Bones dans ses bras à diverses occasions.

En fin de saison 5, Booth déclare sa flamme au Dr Brennan, mais elle ne souhaite pas que leur relation prenne ce tournant.

Lorsqu'elle se voit offrir une étude anthropologique en Indonésie, elle n'accepte pas d'emblée, bien qu'elle soit très intéressée. Mais voyant que Booth est sur le point de repartir en Afghanistan, elle finit par accepter pour ne pas avoir à travailler avec un autre agent du FBI.

À leurs retours (début de la saison 6), Bones accepte facilement la présence d'Hannah, la nouvelle petite amie de Booth, qui est journaliste politique. Cependant, elle finit par avouer ses sentiments à Booth, mais celui-ci lui dit qu'il a évolué et qu'il est maintenant amoureux d'Hannah. Bones, comme toujours, rationalise et leur collaboration professionnelle peut continuer.

À la rupture d'Hannah et Booth, Bones reste présente aux côtés de Booth, en tant qu'amie fidèle, ce dont Booth lui est très reconnaissant.

Lors de la traque de Jacob Broadsky, Booth souhaite protéger Bones et lui demande de passer la nuit chez lui, sur le canapé. Mais la mort de Vincent a beaucoup secoué Bones qui va chercher du réconfort dans la chambre de Booth. Ils finissent la nuit ensemble. Dans l'épisode suivant on apprend que Bones est enceinte et que Booth est le père de son enfant.
Dans la saison 7 on apprend qu'ils vont avoir une fille Christine Angela Booth qui nait dans l'épisode 7 de la saison.
À la fin de la saison 8, Brennan ira au mariage de la mère de Booth et elle attrapera le bouquet. L'épisode suivant, elle demandera à Booth de l'épouser. Il dira oui mais changera d'avis à cause de l'ultimatum que Pelant (criminel qui réussit à masquer ses crimes en accusant d'autre personnes à sa place et en utilisant l'informatique sans que personne puisse prouver que c'est lui qui les a tuées) lui a lancé et selon lequel il tuera d'autres personnes et le fera accuser s'il épouse le Dr Brennan. Ce détail, il ne le dira pas à Bones ce qui la rendra très triste. Ils finiront tout de même par se marier au début de la saison 9. Ils auront ensuite un deuxième enfant, Hank.

### Agent spécial Seeley Booth
Interprété par David Boreanaz (VF : Patrick Borg)
Booth est un ancien tireur d'élite (sniper) dans l'armée, depuis devenu agent du FBI. Il est un descendant de John Wilkes Booth, l'assassin du président des États-Unis Abraham Lincoln.

#### Passé
Seeley Booth a été un enfant battu par son père alcoolique. Lorsque celui-ci l'a abandonné avec son frère Jared, ils ont tous deux été élevés par leur grand-père Hank. Ce dernier a même avoué à Bones que c'est lui qui a chassé son propre fils lorsqu'il l'a surpris frappant Seeley.

Adulte, il entrera dans l'armée et deviendra tireur d'élite, pendant quelques années.

En sortant de l'armée, il entre au FBI. Il expliquera à Bones qu'il veut se racheter d'avoir tué en résolvant des meurtres et ainsi en en empêchant d'autres.

#### Ses relations avec les femmes
Booth est du type dragueur, ce qui agace Bones au début de leur relation.

Au cours du deuxième épisode (Faux Frères), on découvre qu'il est avec Tessa Jankow, une avocate en marketing.

Auparavant, il sortait avec Rebecca Stinson (Jessica Capshaw), avec qui il a eu un fils, Parker. Ils ne se marieront jamais à cause du refus de Rebecca.

L'arrivée de Camille (saison 2), fait ressurgir le passé qu'il avait eu avec elle. Ils décident de reprendre leur relation. Dans l'épisode 12 (Fin de la partie), il rompt avec elle parce qu'il ne veut plus mettre la vie de celle-ci en danger.

Entre la cinquième et la sixième saison, Booth est en Afghanistan en tant qu'entraîneur pour les tireurs d'élite sur place. Il rencontre Hannah Burley, journaliste, qui devient sa petite amie. Elle rentre aux États-Unis pour le suivre et vont même vivre ensemble. Il finit par la demander en mariage mais elle refuse. Booth en est bouleversé.

#### Sa relation avec Brennan
D'abord imposée à lui en tant que partenaire sur le terrain, Booth est sceptique mais il finit par l'accepter, et une réelle collaboration s'installe.

Au fil des saisons, jusqu'à la 4e, Booth et Brennan se rapprochent de plus en plus. Une vraie amitié se crée.

En fin de saison 4, Brennan souhaite faire un enfant, et Booth accepte d'être le donneur, avant de se reprendre : s'il doit faire un enfant, il doit faire partie de sa vie, sinon il refuse. Brennan abandonne l'idée d'être mère. Lorsque Booth est sur le point de se faire opérer pour retirer une tumeur au cerveau, il décide de donner son sperme à Bones pour faire un enfant, si jamais il lui arrive quelque chose. Finalement, l'opération est un succès, les deux partenaires n'en ont jamais reparlé...

Dans la saison 5, Booth avoue à Camille et à Sweets qu'il est amoureux de Brennan. Dans l'épisode 16, il avoue ses sentiments à Bones sur les conseils du Dr Sweets, mais elle prend peur et demande qu'ils restent partenaires. À la fin de la saison 6, dans le dernier épisode, on découvre que Brennan est enceinte de Booth à la suite d'une nuit passée dans l'épisode 6x22.

### Angela Hodgins-Montenegro
Interprétée par Michaela Conlin (VF : Chantal Baroin)
Infographiste (ou artiste de reconstitution) de l'Institut Jefferson et meilleure amie de Temperance Brennan, qui grâce à son logiciel 3D appelé « Angelatron » reconstitue le visage des victimes sous forme d'hologrammes.
Dans le 9e épisode de la première saison (Joyeux noël), nous apprenons qu'elle est la fille de Billy Gibbons (VF : Thierry Buisson) du groupe ZZ Top.
À partir de la deuxième saison, elle entretient une relation avec Jack Hodgins, et accepte même de l'épouser. Cependant, elle s'était déjà mariée aux îles Fidji quelques années auparavant mais n'a gardé aucun souvenir de son mari, ni son nom, ni son visage. Pendant la troisième saison, ils engagent divers détectives privés pour le retrouver.
Au début de la quatrième saison, le fameux mari d'Angela revient des Fidji pour elle, et finalement accepte de divorcer. Malheureusement, Hodgins et Angela se séparent d'un commun accord pour cause de manque de confiance mutuelle. À la suite de cette rupture, elle reprend une relation avec un ancien amour, Roxie, avec qui elle a eu une relation lesbienne (ce qui perturbe Hodgins). Mais cela ne dure pas. Elle passera le reste de la saison 4 et le début de la saison 5 sans aucune relation amoureuse, sur les conseils du Dr Sweets. Elle met fin à cette année « sabbatique » en entamant une relation avec Wendell Bray, l'un des internes, mais elle y mettra fin à cause du manque d'implication de celui-ci. Dans le 22ème épisode de la cinquième saison, elle se marie avec Jack Hodgins. Elle sera enceinte lors de la saison 6, et donnera naissance à Michael Staccato Vincent Hodgins lors du dernier épisode de cette saison.
On apprend d'une détective privée qu'Angela Montenegro est un pseudonyme qu'elle a eu en rêve. Lors d'un épisode de la saison 10, on apprend que son véritable nom est Pookie Noodlin Pearly Gates Gibbons. Elle ne l'a pas changé pour ne pas rendre son père triste, qui en a eu l'inspiration lors d'une composition. Les créateurs de la série ont laissé entendre que son vrai nom serait révélé dans la suite de la série. Toutefois on apprendra, lors de son mariage, que le nom qu'Angela se donne est « Angela Pearly Gates Montenegro » en référence à la guitare fétiche de Billy Gibbons, Pearly Gates.
Dans la saison 11, après l'accident d'Hodgins, ils se disputeront à cause de sa mauvaise humeur, mais il réussira à se racheter et ils auront par la suite un second enfant.

### Docteur Jack Hodgins
Interprété par T.J. Thyne (VF : Thierry Kazazian)
Entomologiste, personnage farfelu, fils de milliardaire et donateur de l'Institut Jefferson, il est râleur, sarcastique, dragueur et partisan de la théorie du complot.
Dès le début de la série, Hodgins a un faible pour Angela qu'il croisera lorsque Brennan invitera cette dernière à les aider. Ils finiront par sortir ensemble et Hodgins la demandera en mariage, ignorant que celle-ci l'est déjà. Ils chercheront le mari d'Angela jusqu'à que celui-ci accepte de divorcer. Malgré tout, le mariage ne se fera pas à cause d'un manque de confiance mutuelle. Ils se séparent au début de la saison 4.
Par la suite, à cause de cette rupture, il abandonne sa psychose du complot général pour une forme de misanthropie. Dans le dernier épisode de la saison 4, il propose à Angela de faire une deuxième tentative, proposition qui restera sans suite.
Dans la saison 5 lorsqu'Angela croit être enceinte de Wendell, Hodgins lui apporte tout son soutien et lui propose d'être là pour elle et le bébé, ce qui la touchera beaucoup.
Son meilleur ami est Zack. Son départ pour l'asile le marquera beaucoup et il souffrira beaucoup plus que les autres.
Il est ami avec Brennan (leur enterrement par le Fossoyeur dans la saison 2 et leur amour pour la science les ont rapprochés au fil des saisons). Brennan va jusqu'à lui dire qu'elle l'aime dans le 5x22.
Hodgins et Booth ont des rapports amicaux et souvent qui portent à rire, car Booth est maladroit avec les "fouines" (surnom qu'il donne à Hodgins) et Hodgins admire Booth.
Finalement, Angela et lui se remettent ensemble et se marient immédiatement dans l'épisode 20 de la saison 5, alors qu'ils sont retenus en prison. Par la suite, ils partent en lune de miel à Paris durant sept mois (car le groupe de Bones a été disloqué) et à leur retour, Angela confie à Brennan qu'elle est enceinte.
Elle accouche à la fin de la saison 6 et ils nomment leur fils Michael Staccato Vincent Hodgins : « Michael » étant leur choix de prénom pour un garçon (il est révélé qu'ils avaient choisi le prénom « Katherine » si l'enfant avait été une fille), « Staccato » est une concession au père d'Angela qui souhaitait que l'enfant soit prénommé « Staccato Mamba » à la suite d'une inspiration qu'il a eue en jouant sur scène, et « Vincent » en hommage à Vincent Nigel-Murray.
Jack Hodgins a un peu peur du père d'Angela (qui est Billy Gibbons) car celui-ci lui a joué plusieurs mauvais tours. Ce qui lui a valu d'avoir le tatouage d'Angela sur le bras (alors qu'il n'était plus avec elle durant cette période) et le tatouage du visage même de Billy Gibbons sur l'autre.
Dans la saison 11, lors d'une enquête sur une scène de crime, une bombe explosera sur le corps de la victime, Hodgins se retrouvera à l'hôpital, paralysé. Il le restera pendant tout le reste de la saison, mais dans le 11x21, on découvre qu'il a une chance de remarcher un jour, c'est Daisy Wick qui découvre cela grâce à une trace de chaussure. Sa paralysie causera beaucoup de tensions avec l'équipe et surtout avec Angela, à cause d'un sentiment d'injustice de la part d'Hodgins. Les tensions s'arrêteront au milieu de la saison lorsque celui-ci se rendra compte des conséquences de son comportement.
Vers la fin de la saison 12, il est révélé qu'Angela et lui attendent un second enfant. À l'issue de la série, il est nommé comme directeur intérimaire du laboratoire pour remplacer Camille durant son congé prolongé pour adopter 3 garçons avec Arastoo.

### Docteur Camille Saroyan
Interprétée par Tamara Taylor (VF : Annie Milon)
Elle devient la patronne de Bones à partir de la saison 2, elle est médecin légiste pour l'institut Jefferson. Avant, elle était coroner et travaillait pour la police judiciaire de New York. Ancienne petite amie de Booth, avec qui elle reprendra une relation. Mais Booth préfère rompre après que sa vie ait été menacée lors d'une enquête.
Elle cherche à travailler à égalité avec le Dr Brennan, mais parvient souvent à avoir le dernier mot grâce à sa supériorité hiérarchique. Camille est également particulièrement sarcastique et est toujours désespérée de constater que Brennan ne prend pas goût à son humour. Elle ne prend pas toujours part aux expériences du Dr Hodgins, et lui demandera souvent de faire un choix parmi ses machines coûteuses.
Elle a une petite sœur, Félicia, avec qui elle a des rapports souvent conflictuels car Félicia est jalouse de Camille. Félicia a même embrassé Booth (alors que Camille faisait semblant de sortir avec lui pour un dîner familial).
Au cours de la quatrième saison, elle adopte Michelle Welton, la fille d'un de ses anciens compagnons chirurgien après qu'il a été assassiné. Elle devient une mère très protectrice et autoritaire sur les choix de vie de l'adolescente, elle ira même jusqu'à écrire une lettre d'entrée pour une fac assez prestigieuse dans le dos de Michelle.
Après avoir eu une histoire avec un médecin gynécologue (saison 5 et 6), elle commence une romance avec Arastoo. Mais on ne l'apprend qu'au début de la saison 8 (épisode 7) lorsque Hodgins surprend Arastoo en train de lire le poème qu'il a écrit pour Camille en farsi. Ils souhaitent garder leur relation secrète, et seuls Hodgins et Angela sont au courant. Ils finissent par officialiser leur couple (saison 8 épisode 18). Elle tombe sur la bague de fiançailles, alors pour garder la surprise ils préfèrent attendre.
Après qu'Arastoo a obtenu son doctorat, il décide de partir (l'institut Jefferson ne peut pas avoir deux anthropologues principaux), mettant fin à leur relation. Camille a du mal à se remettre de sa rupture, mais accepte finalement de sortir avec Sebastian Khol (le mentor d'Angela). Mais quand une explosion paralyse Hodgins, Arastoo, inquiet pour Camille, revient (saison 11 épisode 10).
Finalement, après l'affaire du Marionnettiste dans l'ultime saison, elle quitte Sebastian et se remet avec Arastoo. Camille finit par le demander en mariage alors qu'une émission spéciale un peu envahissante suit l'équipe sur une enquête (saison 11 épisode 18). Sa sœur revient pour organiser son mariage, mais Camille reste sceptique, souhaitant un mariage de princesse.
Prévoyant de partir en congé prolongé avec Arastoo pour leurs noces à la suite de leur mariage, Camille doit désigner son remplaçant par intérim et le Dr Edison paraît être le candidat attendu. Cependant, dans le final on apprend que la place est offerte au Dr Hodgins et que la véritable raison de leur congé prolongé concerne une fratrie de trois enfants du Mississippi, que Camille et Arastoo ont décidé d'adopter et auxquels ils souhaitent se consacrer à plein temps.

### Agent James Aubrey
Interprété par John Boyd (VF : Yoann Sover)
James Aubrey est un agent du FBI qui fait équipe avec Booth depuis la dixième saison. Il est peu expérimenté et parfois maladroit mais possède de bonnes capacités d'observation et d'analyse. Il deviendra très proche de Booth et du Dr Brennan malgré des débuts difficiles avec Booth, relatifs au décès de Sweets.
On apprend que, comme Brennan, il a été abandonné étant jeune par son père Philip Aubrey, un homme de la finance tristement connu pour des affaires de fraude (à la différence que l'agent Aubrey a grandi avec sa mère et que, contrairement à Max Keenan, son père n'a fui le pays - vers la Croatie - que pour échapper à la justice).
Il mange à toute heure de la journée, chaque jour. Il a un faible pour Jessica Warren, une interne du Dr Brennan avec qui ils entameront une relation d'abord amicale, puis sentimentale.
Dans la onzième saison on apprend qu'il souhaiterait faire carrière dans la politique plus tard. Il est convié au repas de Thanksgiving avec l'équipe chez Bones et Booth (épisode 8) . Dans l'épisode 10 il est grièvement blessé à la suite d'une explosion en protégeant Hodgins. On apprend également qu'il a fait partie d'un groupe de chant a cappella qui a participé à un tournoi universitaire national (promo 2001). Il apprend que son père enquête sur lui, et qu'il serait peut-être de retour au pays.
Dans la douzième saison, son père revenu sous un faux nom aux États-Unis, réapparait dans sa vie pour lui demander une aide financière (à la suite du gel de ses avoirs) en arguant qu'il a une belle-mère et un demi-frère dans le besoin en Croatie. Bien qu'hésitant d'abord à le dénoncer, Aubrey ne sera finalement pas dupe et le remettra aux autorités. Booth qui s'est renseigné lui confirmera que son père mentait encore, et que ce demi-frère n'a jamais existé. Il est présent lors du mariage de Camille et Arastoo, après lequel il a passé la nuit chez Karen Delfs avec Jessica. Après avoir demandé à Jessica d’emménager avec lui, cette dernière met fin à leur relation, ne se sentant pas prête. Malgré sa difficulté à gérer la rupture, au bout du compte Aubrey commencera à fréquenter Karen.

## Anciens personnages principaux

### Docteur Zack Addy
Interprété par Eric Millegan (VF : Taric Mehani)
Zachary Uriah Addy est un ancien stagiaire du laboratoire du Dr Brennan où il préparait deux doctorats, d'anthropologie et de mathématiques. Il a été engagé après son diplôme et sera l'assistant du Docteur Brennan.
Dernier d'une famille nombreuse du Michigan, il a un Q.I. très élevé, connaît énormément de choses sur tout, sauf sur les relations (amicales et amoureuses) et sur la culture générale populaire. Il est le meilleur ami d’Hodgins.
Après trois mois de service armé en Irak, Zack est réformé, et il revient à son ancien poste au laboratoire de l'Institut Jefferson. On découvre à la fin de la saison 3 qu'il est devenu l'apprenti de Gormogon, un tueur en série, qui avait profité de son esprit faible et hyper-rationnel. Zack s'est même rendu complice du meurtre d'un lobbyiste ; pour se couvrir et faire diversion, il provoque au laboratoire une explosion chimique qui lui brûle grièvement les mains. Il est ensuite découvert et arrêté, mais ses amis invoquent la folie, et Zack est interné dans un asile au lieu d'être condamné à la prison.
Zack refera malgré tout quelques apparitions dans la quatrième saison et une dans la cinquième lors d'un épisode flashback. On apprend (par Sweets) dans l'épisode 5 de la saison 4 (T.O.C.) qu'il n'a en réalité tué personne mais il ne veut pas que ça se sache.
Il revient dans la onzième saison, quand Booth le suspecte selon des preuves probantes d'être le « Marionnettiste », un tueur en série qui transforme les corps de ses victimes en marionnettes et vit avec elles pendant un temps (et dont certains indices indiqueraient qu'il en a après le Dr Brennan). Il s'échappe de son institut psychiatrique et enlève Brennan, cependant pour d'autres motivations.
Dans la douzième saison, il arbore désormais une cicatrice le long du côté droit de son front, provenant d'un sévice qu'il se serait auto-infligé à la mort du Dr Sweets (on apprend que ce dernier le visitait régulièrement) et responsable d'une altération de sa mémoire. On apprend lors du premier épisode de l'ultime saison, que Zack est à l'origine du protocole expérimental qui a permis à Hodgins d'avoir à nouveau des sensations dans les jambes. Lorsque l'affaire du Marionnettiste est résolue, il apparaît évident pour ses amis et lui-même qu'il n'a jamais été un meurtrier, ce qui les incite à faire réévaluer son cas et réexaminer le meurtre du lobbyiste (cas qui sera essentiellement résolu grâce à l'acharnement du Dr Hodgins et l'aide du Dr Gordon Wyatt). Bien qu'il soit officiellement reconnu non coupable pour le meurtre à son audience, il devra purger le restant de sa peine (treize mois) pour complicité.

### Docteur Daniel Goodman
Interprété par Jonathan Adams (VF : Thierry Desroses)
Directeur de l'institut Jefferson, cet ancien archéologue veille au bon fonctionnement de son laboratoire. Durant la saison 1, il est présent dans les moments d'égarement de l'équipe afin de les recadrer pour qu'ils puissent avancer.
Au premier épisode de la saison 2, on apprend qu'il est parti en congé pour une durée de deux mois, laissant la gestion au Dr Saroyan, mais il ne reviendra pas.

### Docteur Lance Sweets
Interprété par John Francis Daley (VF : Damien Ferrette)
Psychologue, nouveau venu au sein de l'équipe de l'institut Jefferson, il travaille pour le FBI en tant que psychanalyste, psychothérapeute et profiler.
D'abord présenté comme un jeune psychologue de 22 ans chargé d'une thérapie pour Booth et Brennan dans l'affaire de Max Keenan (le père du Dr Brennan que Booth a arrêté), il parvient à se lier au groupe grâce à ses connaissances et ses capacités de profilage dans l'affaire de Gormogon. Il sera également un des témoins à charge lors du procès de Max Keenan.
Malgré son jeune âge, le Dr Sweets a la confiance et le respect de Brennan, et le soutien du psychiatre du FBI, le Dr Gordon Wyatt.
Le Docteur Sweets possède une licence de psychologie, un master de psychopathologie, un doctorat de psychologie clinique et un doctorat d'analyse comportementale.
On sait qu'il a été adopté à l'âge de 6 ans par des personnes qui étaient « âgées », et qu'il a énormément souffert avant cette adoption (cicatrices dans le dos). Peu de temps avant d'entrer à l'institut Jefferson, ses parents adoptifs sont morts (son père, une semaine après sa mère).
Sa petite amie est Daisy Wick, une des personnes qui occupent la place laissée libre par Zack Addy. Leur relation aura des hauts et des bas, ils vont se fiancer avant de rompre et de se remettre ensemble un an plus tard. Il décède dans le premier épisode de la saison 10 après avoir été battu à mort, laissant Daisy enceinte d'un garçon (Seeley Lance Sweets, dont Booth deviendra le parrain selon les désirs du docteur).

## Les stagiaires
Après que le Dr Zack Addy a été complice du meurtrier en série cannibale « Gormogon ». Il laisse sa place d'assistant, mais le Dr Brennan qui était proche de Zack refuse de prendre un seul stagiaire définitif car elle ne veut plus s'attacher. S'ensuit donc un défilé d'étudiants et doctorants aux caractères bien différents. Ils seront tous plus ou moins considérés comme de la famille, et très proche de l'équipe du Jefferson y compris Bones. Certains seront plus impliqués dans l'histoire comme Daisy pour sa relation avec Sweets, ou Arastoo avec Camille, Wendell et son aventure avec Angela, puis Jessica avec Aubrey, ou Clark qui sera le premier à obtenir son doctorat.

### DrClark Edison
Interprété par Eugene Byrd (VF : Pascal Nowak)
Candidat au poste laissé vacant par le docteur Addy, il fait deux apparitions dans la saison 3, comme remplaçant de Zack parti en Irak, puis comme médecin du contre-interrogatoire lors du procès de Max Keenan.
Ré-apparaissant dans la saison 4, il ne supporte pas les discussions personnelles de l'équipe durant le travail, ce qui le met très mal à l'aise, préférant garder pour lui sa relation avec sa petite amie Nora. Cependant, au cours de la saison 6, il semble que ce soit Clark qui s'est fait à l'ambiance du laboratoire, se montrant plus enclin à se confier et intéressé par la vie personnelle de tous les membres de l'équipe, notamment à la relation entre Booth et Brennan, ce qui surprend beaucoup tout le monde.
Dans la huitième saison, il est nommé chef du département de paléoanthropologie, mais intervient occasionnellement dans le laboratoire du Dr Brennan. On découvre que son second prénom est Thomas, en référence à Thomas Edison.
À l'issue de la douzième saison, il est présumé pour remplacer le Dr Saroyan à son poste durant son congé parental prolongé avec le Dr Vaziri.

### Arastoo Vaziri
Interprété par Pej Vahdat (VF : Jérémy Prévost) 
Candidat au poste laissé vacant par le docteur Addy à partir de la saison 4, il est Musulman pratiquant et préfère se faire passer pour un immigré Iranien afin de ne pas avoir à expliquer ses croyances religieuses, peu compatibles avec la science d'après les membres de l'Institut Jefferson.
Exilé politique pour des publications libérales dans la presse clandestine durant sa jeunesse, il ne peut plus retourner librement en Iran. Bien que ses parents soient venus avec lui aux États-Unis, son frère Hamid a été contraint de rester au pays.
Dans la huitième saison, on apprend qu'il est poète érotique et qu'il sort avec Camille. Ils souhaitent en premier lieu garder leur relation secrete, et finiront par l'officialiser (épisode 18). À la fin de cette saison, il frôle la mort en étant accidentellement exposé à un dangereux virus modifié. Celui-ci est responsable du décès de la victime dont ils étudient la dépouille à l'Institut Jefferson, en étroite collaboration avec un membre du CDC. Les Drs Hodgins et Brennan arriveront à lui faire gagner assez de temps pour trouver le sérum, en lui improvisant des concoctions à base de plantes médicinales.
Après des hauts et des bas dans sa relation avec le Dr Saroyan, il projettera dans la onzième saison de lui demander sa main. Il conviendra finalement avec elle - à la suite de sa découverte fâcheuse de la bague de fiançailles et afin de ne rien gâcher - de lui laisser l'initiative de la demande. Elle lui fera après qu'il a pris sa défense face à une équipe de reportage tournant un documentaire à l'Institut Jefferson.
À l'avant-dernier épisode de la série (douzième saison), ils se marient et projettent pour leurs noces de partir en voyage pour six mois (laissant la direction du laboratoire au Dr Hodgins). Il est finalement révélé (dans l'épisode final de la série) qu'ils partent adopter une fratrie de trois garçons du Mississippi et partent pour un long moment afin de les recueillir et se consacrer à eux.

### Daisy Wick
Interprétée par Carla Gallo (VF : Laura Préjean)
Candidate au poste laissé vacant par le docteur Addy à partir de la saison 4, elle est très enthousiaste et admire grandement le Dr Brennan. Cependant, son caractère lui mettra l'équipe de l'institut Jefferson à dos, et se fera renvoyer après avoir brisé un crâne très fragile.
Elle s'est fiancée au Dr Sweets depuis, ce qui l'amène à réapparaître. Le Dr Brennan lui redonne une chance, à condition que Sweets parvienne à la calmer. Quand le Dr Brennan se voit proposer une étude anthropologique en Indonésie et qu'elle refuse, Daisy Wick accepte et part, rompant ses fiançailles. Quelques mois plus tard, à son retour, Daisy et Sweets retombent rapidement dans les bras l'un de l'autre.
Ils doivent emménager ensemble, mais Sweets se rend compte que c'est un pas trop important pour lui et il décide d'arrêter leur relation.
Dans la saison 10, on apprend qu'elle est enceinte de Sweets, mais ce dernier ne connaitra jamais son enfant, un garçon qu'il voulait appeler Seeley et faire parrainer par Booth.

### Wendell Bray
Interprété par Michael Grant Terry (VF : Nicolas Beaucaire)
Candidat au poste laissé vacant par le docteur Addy à partir de la saison 4, il cherche désespérément à obtenir le poste pour rembourser les habitants de son quartier qui se sont cotisés pour financer ses études. Il est, selon Brennan, le candidat qui se hisse au plus près du niveau d'excellence de Zack. Son père est mort d'un cancer du poumon et le fait de tenir une cigarette éteinte lui permet de se concentrer.
Il est également joueur de hockey avec Booth, ce qui en fait le candidat le plus apprécié de l'agent du FBI. Il entamera aussi une liaison avec Angela dans la saison 5 mais ils se sépareront après qu'Angela a cru être enceinte. Il est resté très proche de Jack et Angela malgré sa liaison avec cette dernière.
Il est le seul des internes venant d'un milieu moins aisé (avec Finn Abernathy), et donc bénéficiant d'une bourse d'études, qu'il a failli perdre durant la saison 5 mais qu'un généreux donateur anonyme a finalement souhaité poursuivre. En dehors de ses études, il essaie de vivre de petits boulots variés mais préfère passer plus de temps au labo (sous réserve d'être payé).
Dans la neuvième saison, il apprend qu'il a un cancer des os. Il en vient alors à user de marijuana à titre médicinal pour lutter contre les effets secondaires de sa chimiothérapie, ce qui causera son renvoi de l'Institut Jefferson ; toutefois, devant les regrets de toute l'équipe face à cette situation, il obtiendra le statut de consultant indépendant, ce qui lui permettra de reprendre le travail.
Dans la dixième saison, il revient dans l'équipe de l'Institut Jefferson en tant qu'interne, ayant arrêté la consommation de marijuana depuis plusieurs mois car étant en rémission grâce à un programme d'essai clinique recommandé par le Dr Brennan. Le dernier jour de ce programme, il sera invité à un rendez-vous par son infirmière, Andie Roberts. À l'issue de celui-ci, ils débuteront une relation sentimentale.
Dans la onzième saison, il apparaît dans les cauchemars du Dr Brennan provoqués par l'affaire du Marionnettiste.
Dans la douzième saison, voyant son indécision et son manque d'une passion claire et précise durant son choix d'un sujet pour sa thèse, elle lui recommande de s'en aller pour trouver sa véritable voie.

### Jessica Warren
Interprété par Laura Spencer
1er apparition : Saison 09 épisode 23 - Dernière apparition : Saison 12 épisode 12 - Nombre d'épisodes :

### Rodolfo Fuentes
Interprété par Ignacio Serricchio
Immigré cubain déjà qualifié, il intègre cependant l'équipe comme interne pour faire valider ses compétences car son diplôme, à cause des relations diplomatiques avec le régime castriste, n'est pas reconnu aux États-Unis. Il continue ensuite de travailler au sein de l'équipe.
Bien que professionnel et assuré, il laisse tout de même s'exprimer son côté séducteur et léger, et son charme latino ne laisse pas indifférentes la plupart de ses collègues féminins.

### Oliver Wells
Interprété par Brian Klugman
Il est l'antépénultième interne à arriver dans la série. Il est titulaire de plusieurs doctorats, très intelligent, et très imbu de lui-même. Il prend toute l'équipe de haut, en se croyant supérieur à chacun d'eux. Il est l'interne le moins apprécié de tous.
1er apparition : Saison 8 épisode 17 - Dernière apparition : Saison 11 épisode 19 - Nombre d'épisodes : 7 (8.17-9.6-9.10-11.19)

### Colin Fisher
Interprété par Joel David Moore (VF : Vincent de Bouard)
Candidat au poste laissé vacant par le docteur Addy à partir de la saison 4, il est titulaire d'une thèse sur l'impact d'une chute sur les os. Il montre un caractère assez dépressif, voire des tendances suicidaires.
Au début de la saison 6, il a été interné dans un hôpital psychiatrique pour une profonde dépression, mais revient à l'Institut ensuite. Il n'est pas guéri, mais il a appris à canaliser ses accès dépressifs, par exemple en écoutant le bruit de la mer sur son walk-man, ou en buvant de nombreuses tisanes diététiques.
Dans la saison 11, il revient comme consultant sur une affaire, apparemment libéré de sa dépression et insistant pour qu'on l’appelle "Docteur Fisher". On apprend aussi qu'il est devenu le tuteur scolaire de la fille du Président.
1er apparition : Saison épisode - Dernière apparition : Saison épisode - Nombre d'épisodes :

### Finn Abernathy
Interprété par Luke Kleintank (VF : Donald Reignoux)
Il apparaît pour la première fois dans l'épisode 2 de la saison 7. On découvre qu'il a un passé judiciaire (lorsqu'il était mineur). C'est quelqu'un d'assez franc, et il tient à dire la vérité sur son passé : son beau-père frappait sa mère. Quand il fut assez grand et fort pour protéger sa mère, il menaça de poignarder son beau-père, mais il ne fit rien après avoir lu un article sur le Dr Brennan.
Il aura une relation officielle avec la fille adoptive du Dr Saroyan, Michelle Welton (elle finira par le quitter), ainsi qu'un partenariat commercial avec le Dr Hodgins pour la commercialisation de la recette secrète de sauce piquante de sa défunte grand-mère.

### Vincent Nigel-Murray
Interprété par Ryan Cartwright (VF : Jérôme Berthoud)
Candidat au poste laissé vacant par le docteur Addy à partir de la saison 4, il est d'origine anglaise. Il aime à citer des faits anecdotiques plus ou moins en rapport avec la conversation, ce qui l'aiderait à compartimenter, et réfléchir dans l'intervalle. Il fait partie des internes ayant une complicité avec Hodgins pour les expérimentations.
Au début de la saison 6, il est dit qu'il a gagné un million de dollars au jeu Jeopardy!, et qu'il a abandonné l'anthropologie, du moins temporairement : il revient après avoir dilapidé sa fortune en jouant et en sombrant brièvement dans la drogue et l'alcool. Au cours de la saison 6, il fait partie des Alcooliques Anonymes et une partie de sa thérapie consiste à s'excuser de ses mauvais agissements, sous l'emprise de l'alcool, auprès de ses proches. On apprend alors qu'il a répandu plusieurs rumeurs selon lesquelles il a été l'amant des trois femmes de l'équipe, à savoir Angela, Camille et Bones.
Lors de l'avant-dernier épisode de la saison 6 (épisode 22), il est assassiné par Jacob Broadsky, un sniper justicier qui l'abat en croyant viser Booth. C'est la première fois qu'un membre de l'équipe meurt. En mourant, il répétera « Ne m'obligez pas à partir » ce qui perturbera un temps Bones. Il est la raison pour laquelle Booth et Brennan ont passé la nuit ensemble.
On peut voir un mémorial sur un mur du Jefferson à plusieurs reprises. Dans l'épisode final (épisode 12, saison 12), Angela récupère son mémorial des décombres afin de l'emporter dans le nouveau Jeffersonian. Michael, le fils qu'elle a eu avec Hodgins, hérite de son prénom en hommage.

## Personnages récurrents

### Caroline Julian
Interprétée par Patricia Belcher (VF : Claudine Maufrais puis Julie Carli à partir de la saison 5)
Procureur travaillant en Louisiane dans la saison 1, elle s'occupe alors de l'affaire de meurtre dans laquelle Bones est impliquée. Elle se fait remarquer par son franc parler et sa sympathie.
Elle fera une brève apparition dans la saison 2 lorsque le FBI recherche Max Keenan qui n'est autre que le père de Bones
Elle revient à partir de la saison 3, où elle devient beaucoup plus présente. Elle est à l'origine du baiser entre Bones et Booth, elle l'a exigé en échange d'un droit de visite de la famille du frère de Temperance pour Noël.

### Parker Booth
Interprété par Ty Panitz (saison 1 à 9) puis Gavin MacIntosh (saison 10 à 12)
C'est le fils de Booth et de son ex-compagne Rebecca (Jessica Capshaw). Ils se sont accordés sur une garde partagée de leur fils.
Lorsque son père était dans l'armée, il a assisté à la mort d'un caporal âgé de 20 ans. Très marqué par ce décès, Seeley a nommé son fils selon le nom de famille de cet homme.
Booth et lui sont très proches et assez complices. Parker s'implique dans la vie sentimentale de son père lorsqu'il souhaite avoir une piscine : Bones leur donnera alors accès à la piscine de son immeuble et, de ce fait, ils y passent du temps tous les trois.
Il part plus tard en Angleterre pour ses études, revenant occasionnellement. Lorsque Christine naît, Booth et Brennan commencent à s’inquiéter car Parker se renferme et vole des objets personnels du couple (mais c'était en réalité pour faire un cadeau à sa petite sœur).
Parker revient également pour le mariage de son père et de Bones : il sera le témoin de Booth, et en sera très heureux puisqu'il a toujours adoré Bones.

### Max Keenan
Interprété par Ryan O'Neal (VF : Hervé Jolly)
C'est le père biologique de Bones et de son frère Russ. Bones le connaissait sous le pseudonyme Matthew Brennan, professeur de sciences. Il l'a abandonnée alors qu'elle avait quinze ans. Il renoue les liens avec sa fille en laissant tout d'abord un message à Bones en lui disant d'arrêter ses recherches sur lui. Bones, qui pensait ses parents décédés et qui venait de confirmer la mort de sa mère, est surprise d'apprendre que son père est toujours vivant. Elle apprend alors la véritable identité de ses parents, Max et Ruth Keenan, son frère s'appelait Kyle, et elle-même Joy. Ses parents étaient des cambrioleurs renommés et ont dû changer d'identité alors que Bones n'avait que deux ans.
Lors d'une enquête, Bones est amenée à voir son père et cette rencontre fera surgir des pensées et l'envie d'essayer de nouer des liens avec lui, qui s'avéreront assez difficiles.
Lors de l'enquête sur l'assassinat du Directeur adjoint du FBI Kirby, il est le principal suspect. Booth l'arrête. Il sera jugé, puis acquitté pour ce meurtre, Bones ayant introduit un doute significatif dans l'esprit des jurés en émettant l'idée qu'elle-même aurait pu commettre ce crime.
Il essaiera de renouer avec sa fille en occupant un poste de professeur de sciences à l'Institut Jefferson, mais Temperance ne supportera pas de travailler avec son père, et il acceptera de quitter le poste.
Sa présence dans la série sera ensuite plus sporadiques, jusqu'à ce que Booth, devant l'impossibilité de trouver un mode de garde pour Christine qui convienne à Bones fasse appel à lui pour garder sa petite-fille. Temperance Brennan se montrera méfiante au début, avant d'admettre qu'il pouvait le faire.
À la fin de la saison 7, lorsque Christopher Pelant orientera les soupçons vers Bones, il la convainc que son salut est dans la fuite, organise son évasion et reste en cavale avec Christine et elle durant les trois mois qui séparent la saison 7 de la saison 8. Cette cohabitation et le retour à la normale qu'elle a rendu possible en soustrayant Bones à la justice le temps qu'elle apporte les preuves de la culpabilité de Pelant améliorent les relations de confiance entre Max et sa fille de même qu'entre Max et Booth.
Dans la saison 12, il se fait poser un stimulateur cardiaque à l'insu de ses proches pour leur éviter des inquiétudes. Lorsqu'il est mis avec ses petits-enfants sous protection durant la traque du fils de Kovac, il protège ces derniers d'une attaque de leur cachette en tuant tous les complices de ce dernier. Bien qu'il en ressorte vivant, il mourra plus tard à l'hôpital d'une crise cardiaque, en compagnie de sa fille.

### Gordon Gordon Wyatt
Interprété par Stephen Fry (VF : Vincent Grass)
Psychiatre médico-légal anglais installé aux États-Unis, il est, dans la saison 2, chargé d'évaluer Booth après un accès de colère où il a tiré sur une effigie de clown musical alors qu'il était au téléphone. Tour à tour, les différents membres de l'équipe viendront lui demander conseil, même Brennan, qui pourtant ne croit pas en la psychologie.
Il réapparait dans la saison 4, alors que Sweets lui demande d'écrire la préface de son livre sur la relation entre Brennan et Booth, mais Wyatt refuse, disant que l'analyse du couple est fausse. Peu après, il prend sa retraite pour se reconvertir dans la cuisine.
Dans la saison 12, il est rappelé en tant que psychiatre pour aider sur l'affaire du lobbyiste. C'est grâce à son aide que Hodgins trouvera finalement une preuve suffisante pour aider à faire innocenter Zack Addy.
On apprend qu'il a été membre d'un groupe de glam metal dans sa jeunesse, groupe apprécié par Booth.

### Karen Delfs
Interprétée par Sara Rue
Karen est une psychologue comportementaliste, elle intègre l'équipe du FBI dans la saison 11 (épisode 10). Avant d'être affectée à Washington elle était à Quantico, et elle a lu les dossiers du Dr Sweets, sur Booth, Aubrey et l'équipe du Jefferson. Elle est partie puis revenue au FBI parce que son patron a essayé de sortir avec elle.
Elle est plutôt maladroite, parfois dans son monde et extravertie. Karen a un faible pour Aubrey, ce qui n'est pas réciproque puisqu'il est en couple avec Jessica Warren. Cependant, après sa rupture, Aubrey et elle commenceront à se fréquenter.

### Jared Booth
Interprété par Brendan Fehr (VF : Didier Cherbuy)
C'est le jeune frère de Seeley Booth. Il apparaît pour la première fois dans la saison 4, durant laquelle il prend un nouveau poste au Pentagone. Il est charmeur avec Bones, mais il a aussi un don particulier pour s'attirer des ennuis en raison de son alcoolisme. Il semble que Seeley le tire trop souvent d'affaire.
Lorsque son grand frère est enlevé par le Fossoyeur, Jared comprend que c'est à son tour de le tirer d'affaire et il use de moyens illicites pour sauver son frère, ce qui lui vaudra la cour martiale et la radiation de la Marine.
Il part alors pour un voyage en Inde, et revient fiancé à une jeune américaine d'origine indienne, Padme.
Son corps calciné est retrouvé dans le premier épisode de la saison 11 bien que dans un premier temps, il est confondu avec celui de Seeley. On apprend que Padme et lui étaient divorcés.

### Russ Brennan
Interprété par Loren Dean (VF : Stéphane Pouplard)
C'est le frère aîné de Bones. Celui qu'elle adorait, qu'elle idéalisait. Mais après la disparition de leurs parents, il est parti, l'abandonnant à son triste sort, elle ne comprit pas ce geste et lui en voudra toutes ces années passées.
Lors de la découverte d'un crâne qui se révéla être leur mère, Bones, aidée de Booth, se mit à sa recherche et en profitera pour lui demander des explications par la même occasion. Il vit depuis avec une femme et ses deux filles, voulant subvenir à leurs besoins et payer les soins médicaux de l'aînée, atteinte de mucoviscidose.

### Payton Perotta
Interprétée par Marisa Coughlan (VF : Marie-Eugénie Maréchal)
Agent spécial du FBI, titulaire de deux licences de médecine légale et de criminologie, elle apparaît pour la première fois dans l'épisode 13 de la saison 4, Le feu sous la glace, où elle enquête avec Brennan sur un meurtre dont Booth est le principal suspect.
Elle sera également présente dans les deux épisodes suivants, La Chute des héros, où elle participe à la traque du Fossoyeur, et Le Chevalier noir, où elle remplace à nouveau l'agent Booth, blessé durant une enquête.
Elle est assez bien acceptée par l'équipe, bien que Brennan répète à plusieurs reprises qu'elle « ne veut travailler qu'avec Booth. »

### Howard Epps
Interprété par Heath Freeman (en)
C'est un tueur en série, qui apparaît pour la première fois dans la saison 1, épisode 7 L'Ombre d'un doute. Il était dans le couloir de la mort et devait être exécuté dans les deux jours, mais son avocate a fait appel à Booth pour tenter de le disculper. Avec l'aide de Bones ils ont découvert de nouveaux éléments de preuve, ce qui a permis de retarder l'exécution, le temps de les examiner. Il s'est avéré qu'il est coupable des crimes qui lui sont reprochés. Son mode opératoire : il matraque à mort des adolescentes blondes.
En prison, il a commencé une relation avec une femme nommée Caroline, et l'épouse avant sa deuxième apparition dans la saison 2, épisode 4 Tuer n'est pas jouer. Lors de cette enquête Booth et Brennan sont confrontés au complice d'Epps, que Brennan est obligée de tuer pour protéger Booth et une victime. Epps déclare avoir tout préparé dans le but de faire en sorte que Bones tue quelqu'un.
Pour sa dernière apparition dans la saison 2, épisode 12 Fin de partie, il met en scène son propre suicide en incendiant sa cellule et en tuant un pompier, et ainsi il s'échappe déguisé en pompier. Il veut se venger de Bones et la mène dans un jeu de piste macabre au long duquel il décapite sa femme, et place une toxine dans son crâne qui empoisonne Camille en plein milieu de l'autopsie. Zack découvre le corps de Caroline piégé et manque de mourir dans l'explosion, il est protégé par Booth. Howard Epps est finalement retrouvé dans l'appartement de Bones, il se jette du balcon, est rattrapé par Booth, mais sa main glisse et Epps fait une chute mortelle. Cette mort hantera quelque temps Booth, qui s'interroge sur sa responsabilité dans la mort d'Epps.

### Heather Taffet alias «Le Fossoyeur»
Interprétée par Deirdre Lovejoy (VF : Annie Le Youdec)
Elle est certainement le plus grand ennemi de Brennan ainsi que celui qui dura le plus longtemps. Pendant des années, Heather Taffet, procureur rattaché au FBI, a sévi sous le nom du Fossoyeur en enlevant des personnes riches, en les enterrant vivantes et réclamant une rançon à la famille en échange des coordonnées GPS.
Le Dr Sweets l'a diagnostiquée comme une psychopathe s'étant créé sa propre morale ce qui la rend étrangère aux principes moraux de notre société ainsi que totalement dénuée d'empathie. Taffet est, par ailleurs, extrêmement intelligente et manipulatrice, ce qui lui a permis de sévir en toute impunité pendant des années. Elle se détache des autres criminels en série, notamment par tous les efforts qu'elle a fait pour préserver son anonymat si longtemps, préférant une funeste efficacité à la gloire qu'elle aurait pu obtenir en opérant au grand jour. Elle voue une haine immense à toute l'équipe de l'institut Jefferson dont elle a déjà tenté de tuer plusieurs membres : Temperance Brennan, Jack Hodgins et Seeley Booth ont, en effet, bien failli ne pas survivre à l'affaire du Fossoyeur.
Ils parviennent néanmoins à la faire condamner pour la mort d'un garçon de dix ans, en ayant toutefois dû renoncer à la faire juger pour les tentatives de meurtre sur leurs personnes, ne pouvant être à la fois experts et partie civile.
Toutefois, elle fait appel de sa condamnation. Son 2e procès doit avoir lieu pendant la saison 6. Mais elle est abattue par un tireur d'élite d'une balle en pleine tête devant le tribunal, sous les yeux de Booth, de Caroline Julian et du Dr Sweets.

### Christopher Pelant
Interprété par Andrew Leeds (VF : Mathias Casartelli)
Christopher Pelant est un tueur en série et pirate informatique de génie, au QI très élevé. Il prendra pour cible Booth et l'équipe de l'institut Jefferson après que ceux-ci ont failli prouver qu'il avait commis deux meurtres alors que tout indiquait qu'il était assigné à domicile, à la suite du piratage des serveurs du département de la Défense. Il finit par disparaître après avoir assassiné un ami proche de Brennan et maquillé les preuves pour impliquer tous les membres de l'équipe du Jefferson. Quand Brennan trouve des preuves l'incriminant pour son premier meurtre, Pelant s'arrange pour devenir officiellement citoyen égyptien et quitter le pays sans encombre. Sweets comprend par sa personnalité qu'il n'arrêtera pas tant qu'il ne sera pas abattu, cherchant un policier résolu à le tuer.
Pelant ayant vidé les comptes de Hodgins, Booth le retrouve et le blesse dans sa fuite, le défigurant. Pelant menace alors de tuer des innocents si Booth ne lui obéit, ce qui implique l'annulation du mariage imminent de ce dernier avec Brennan. Booth le retrouvera après que Pelant a tué un de ses collègues et l'abattra. Brennan le reverra dans un rêve où elle se souviendra d'indices qu'il avait laissé quant à un Tueur fantôme, dont les restes de certaines victimes étaient gardés à l'institut Jefferson.

## Apparitions
| Liste des apparitions des personnages          | Saison 1 | Saison 2 | Saison 3 | Saison 4 | Saison 5 | Saison 6 | Saison 7 | Saison 8 | Saison 9 | Saison 10 | Saison 11 | Saison 12 |
| P : Principal / R : Récurrent / A : Apparition |          |          |          |          |          |          |          |          |          |           |           |           |
| Bones                                          | P        | P        | P        | P        | P        | P        | P        | P        | P        | P         | P         | P         |
| Seeley Booth                                   | P        | P        | P        | P        | P        | P        | P        | P        | P        | P         | P         | P         |
| Angela Montenegro                              | P        | P        | P        | P        | P        | P        | P        | P        | P        | P         | P         | P         |
| Jack Hodgins                                   | P        | P        | P        | P        | P        | P        | P        | P        | P        | P         | P         | P         |
| Camille Saroyan                                |          | P        | P        | P        | P        | P        | P        | P        | P        | P         | P         | P         |
| James Aubrey                                   |          |          |          |          |          |          |          |          |          | P         | P         | P         |
| Zack Addy                                      | P        | P        | P        | R        | A        |          |          |          |          |           | A         | A         |
| Lance Sweets                                   |          |          | P        | P        | P        | P        | P        | P        | P        | A         |           |           |
| Arastoo Vaziri                                 |          |          |          | R        | R        | R        | R        | R        | R        | R         | R         | R         |
| Wendell Bray                                   |          |          |          | R        | R        | R        | R        | R        | R        | R         | R         | R         |
| Clark Edison                                   |          |          | A        | R        | R        | R        | R        | R        | R        | R         | A         | R         |
| Daisy Wick                                     |          |          |          | R        | R        | R        | R        | R        | R        | R         | A         | R         |
| Colin Fisher                                   |          |          |          | R        | R        | R        | R        | R        | R        |           | A         | A         |
| Vincent Nigel-Murray                           |          |          |          | R        | R        | R        |          |          |          |           |           |           |
| Finn Abernathy                                 |          |          |          |          |          |          | R        | R        | A        |           |           |           |
| Oliver Wells                                   |          |          |          |          |          |          |          | A        | R        | A         | R         |           |
| Rodolfo Fuentes                                |          |          |          |          |          |          |          |          |          | R         | A         | R         |
| Jessica Warren                                 |          |          |          |          |          |          |          |          | A        | R         | R         | R         |